# 戦争以外の軍事作戦
戦争以外の軍事作戦（せんそういがいのぐんじさくせん、英：military operations other than war, MOOTW）とは、アメリカ合衆国軍の戦闘ドクトリンにおける概念のひとつで、戦争ではない状況における軍事作戦を言う。グローバル化とマルチハザード化の進展を受けて、近年、非常に注目されている概念である。

## 概要
戦争以外の軍事作戦は戦争ではない状況における軍事作戦を指すものである。これには全面戦争に至らない程度の武力行使も含まれる。具体的には戦争以外の軍事作戦は侵略の抑止、国益の保護、国際機関の支援、条約義務の遂行、人道的支援及びそれに伴う警備活動、文民支援、平和的解決などが当てはまる。冷戦後、米国は安全保障の環境が変化したのに伴って新しい軍事ドクトリンを開発し、その中でこの戦争以外の軍事作戦の概念が考案された。この作戦の原則として以下があげられる。
すなわち
- 第一に、目標は明確かつ達成可能であること。
- 第二に、あらゆる能力・資源は共通の目標の下に統一的に運用されること。
- 第三に、敵対勢力に政治的、軍事的、情報的な優位を阻止すること。
- 第四に、適量の兵力を適切に使用すること。
- 第五に、作戦の長期化に準備すること。
- 第六に、軍事行動の正当性を維持すること。

以上の六点である。

## 内容
- 反乱支援作戦及び対反乱作戦
  - 民事作戦
  - 対テロ作戦
  - 対ゲリラ作戦
  - 対麻薬作戦
  - 海上治安活動
- 平時における緊急活動
  - 自国民・非戦闘員の救出
  - 人道援助
  - 災害復旧
- 国際平和活動
  - 平和維持活動
  - 武装解除・動員解除・社会復帰
  - 非合法武装集団の解体